# Ејми Џонсон
Eјми Џонсон (енгл. Amy Johnson; Кингстон на Халу, 1. јул 1903 — Темза, 5. јануар 1941) је једна од највећих пионира авијације. Била је једна од првих жена пилотa на свету. Авијатичарским вештинама овладала је у својој 26. години живота, научила је да пилотира јуна 1929. године, и тако постала једна од првих жена пилота. Исте године добија дозволу да сама пилотира авионом и добија инжењерску дозволу. Њен инструктор летења рекао јој је да ће бити схваћена као озбиљан пилот само ако уради нешто значајно. Наредне године (1930. године) лети сама од Енглеске до Аустpалије. За овај подухват била је награђена Орденом Британске империје (енгл. Order of British Empire).

## Младост
Eјми Џонсон је рођена у енглеском граду Хал. Њени родитељи, Џон Вилијам Џонсон и мајка која се звала такође Ејми, радили су у рибарској индустрији. Учила је у Кингстоншкој средњој школи у родном месту. Касније је студирала на Шефилдском Универзитету. Када је завршила студије отишла је на курс за секретарице. Желела је да лети и да искуси послове какви нису нуђени женама почетком 20.века. 6. јула иде у Лондонски авијатичарски клуб и тамо започиње нов живот.

## Пут у Аустралију и Москву
Када је хтела да научи да лети, суочила се са предрасудама и многим проблемима. Ипак савладала је силне препреке и постала једна од првих жена које су летеле јуна 1929. године. Регистрације авиона биле су G-AAAH. Њен отац је једва успео да набави новац за све то, али му је помогао Лорд Бејкфилд, познати мајор из тог доба. Када је 5. априла 1930. године кренула на пут из Лондонa у Дарвин и тиме прешла 16 000 km мало људи је чуло за њу. Полетела је са лондонског аеродрома Кројдон. Убрзо о њој се прочуло преко радио-пријемника и новина. Ејми је за 19 дана прешла зацртани пут, слетевши у Дарвин 24.априла 1930. године. Када је Ејми летела хтела је да избегне летење над морем јер ако би се срушила умрла би. Тако да је путовала изнад Европе, Истанбулa, затим југом Азије и на крају изнад Малајског архипелага. Када више није могла да лети изнад копна била је у опасности јер је морала да пређе Тиморско море. На путу се суочавала са слетањима у џунгли, пешчаним олујама и оштећењима авиона. Авион који је користила за тај лет био је половни Џипси мот. Џипси мот је био један од најпопуларнијих малих летелица тог доба. Опремила га је огромним резервоарима за прелет већих растојања. Платнена крила су се успут оштетила, али их је поправила гипсом. После тог лета добила је Орден британске империје као и награду од 10 000 фунти. Након тог великог лета писане су многе песме у част Џонсонове. Ипак овај публицитет сметао је Ејми и убрзо је добила нервни слом.
Године 1931. у јулу лети у Москву. Тиме је прешла 2 803 km и то је све прешла за 21 сат. Тада је оборила по други пут рекорд и постала популарнија.

## Брак
Џонсонова се удала за колегу пилота, Џејмса Молисона и изгледали су као идеалан пар. Имали су и неколико заједничких летова на већа растојања. Ипак, нису били једно за друго. Њихов брак се убрзо распада и Џонсонова се враћа својој каријери соло-пилота.

## Нестанак
Ејми Џонсон је 1940. године почела да вози авионе из фабрике у Шкотској до ваздухопловних база на југу Енглеске. 5. јануара 1941. године, авион којим је управљала од Прествика, близу Глазгова, срушио се недалеко од ушћа Темзе.
Њено тело никада није пронађено.

## Свет
Након Ејмине смрти, написан је филм 'Они лете сами' у којем је глумица Ана Нигл глумила Ејми, а Џима је глумио Роберт Њутн. Такође је почео да се пише лист 'Жена инжењер', основан од стране Удружења Женског Инжењеринга, чија је председница била Ејми Џонсон. У Ејмину част је у Дарвину отворена улица под називом енгл. Amy Johnson Avenue.
Док је у Енглеској подигнут кип у њену част.